# 47. pr. Kr.
◄ | 2. stoljeće pr. Kr. | 1. stoljeće pr. Kr. | 1. stoljeće | ►
◄ | 70-ih pr. Kr. | 60-ih pr. Kr. | 50-ih pr. Kr. | 40-ih pr. Kr. | 30-ih pr. Kr. | 20-ih pr. Kr. | 10-ih pr. Kr. | ►
◄◄ | ◄ | 50. pr. Kr. | 49. pr. Kr. | 48. pr. Kr. | 47 pr. Kr. | 46. pr. Kr. | 45. pr. Kr. | 44. pr. Kr. | ► | ►►
Astronomija

## Događaji
- Započinje Cezarov građanski rat u rimskoj državi, koji traje do 45. pr. Kr.
- započinje Aleksandrijski rat.
- Bitka kod Zele između Julija Cezara i Farnaka II. od Ponta kralja Pontskog Kraljevstva.
- Bitka kod Šćedra, pomorska bitka Cezarovih i Pompejevih snaga u Šćedorskom kanalu

## Smrti
- Aulo Gabinije- rimski general